# محمد حسن فغفوري
محمد حسن فغفوري عالم إسلامي إيراني أمريكي  وأستاذ الدراسات الإسلامية في جامعة جورج واشنطن في واشنطن العاصمة. .     

## يعمل
كمؤلف
- دور العلماء في القرن العشرين في دولة إيران : مع إشارة خاصة إلى آية الله الحاج السيد أبو القاسم قحساني (1978)
- تحفة العباسي: السلسلة الذهبية للصوفية في الإسلام الشيعي (2007)
- دستور الملوك: دليل الدولة الصفوية (2007)
- «الإسلام الشيعي» (فصل من كتاب) في الدين والحرب والأخلاق: كتاب مرجعي للتقاليد النصية (مطبعة جامعة كامبريدج ، 2014) (برعاية معهد أبحاث السلام في أوسلو )
- التصوف والتكامل الاجتماعي: ربط القلوب ، عبور الحدود (2015)
- الصراع التجاري الهولندي الفارسي الأول: الهجوم على جزيرة قشم 1640 مع ويلم فلور

كمترجم
- Kernel of the Kernel: Concerning the Wayfaring and Spiritual Trip of the People of Mindlect (2003) بخصوص رحلة الطريق والروحانية لأصحاب العقل (2003)
- درب المصلين إلى جنة رب العالمين: منهاج العابدين إلى جنات رب العلمين (2012)
- الحياة بعد الموت والقيامة والدينونة والمصير النهائي للنفس: المجلد 1 بقلم العلامة السيد محمد الطهراني (2015)

كمحرر
- منارة المعرفة: مقالات على شرف السيد حسين نصر (2003)